# Parapodisma niihamensis
Parapodisma niihamensis är en insektsart som beskrevs av Inoue 1979. Parapodisma niihamensis ingår i släktet Parapodisma och familjen gräshoppor. Inga underarter finns listade i Catalogue of Life.